# 拜斯噶勒
拜斯噶勒，（？—1657年），博爾濟吉特氏，扎薩克多羅扎薩克圖郡王布達齊之長子，初授一等台吉，後继任科爾沁右翼前旗扎薩克多羅扎薩克圖郡王。

## 歷任及事蹟
- 天聰五年（1631年），從攻明大凌河。
- 天聰九年（1635年），從收察哈爾部眾。
- 崇德元年（1636年），賜號卓哩克圖。
- 崇德三年（1638年），從征明，越其都下山東。
- 崇德六年（1641年），隨睿郡王多爾袞圍錦州，敗明總督洪承疇援兵。
- 順治二年（1645年），襲扎薩克多羅扎薩克圖郡王，來朝，賚弓矢。
- 順治三年（1646年），隨豫親王多鐸追剿蘇尼特叛人騰機思。
- 順治十四年（1657年），卒。子鄂齊爾襲。[1][2][3]